# Adolphe Philippe Millot
Adolphe Philippe Millot, född 1 maj 1857 i Paris, död 18 december 1921 i Paris, var en fransk illustratör inom naturhistoria och porträttmålare.
Millot var verksam som teckningslärare vid Frankrikes naturhistoriska riksmuseum, Museum national d'histoire naturelle. I denna egenskap hade han tillgång till en stor variation objekt och specialiserade sig på att teckna djur och växter.
Millots verk kombinerar en formgivares färdigheter, en konstnärs konstnärliga egenskaper och en forskares kunskap. Hans naturteckningar publicerades flitigt i ordboken Le Petit Larousse. Han var hedersmedlem i  Salon des Artistes Francaise samt medlem i franska sällskapet för entomologi, Société entomologique de France.
Millot är även känd för sina oljemålningar med porträtt av unga kvinnor.

## Galleri

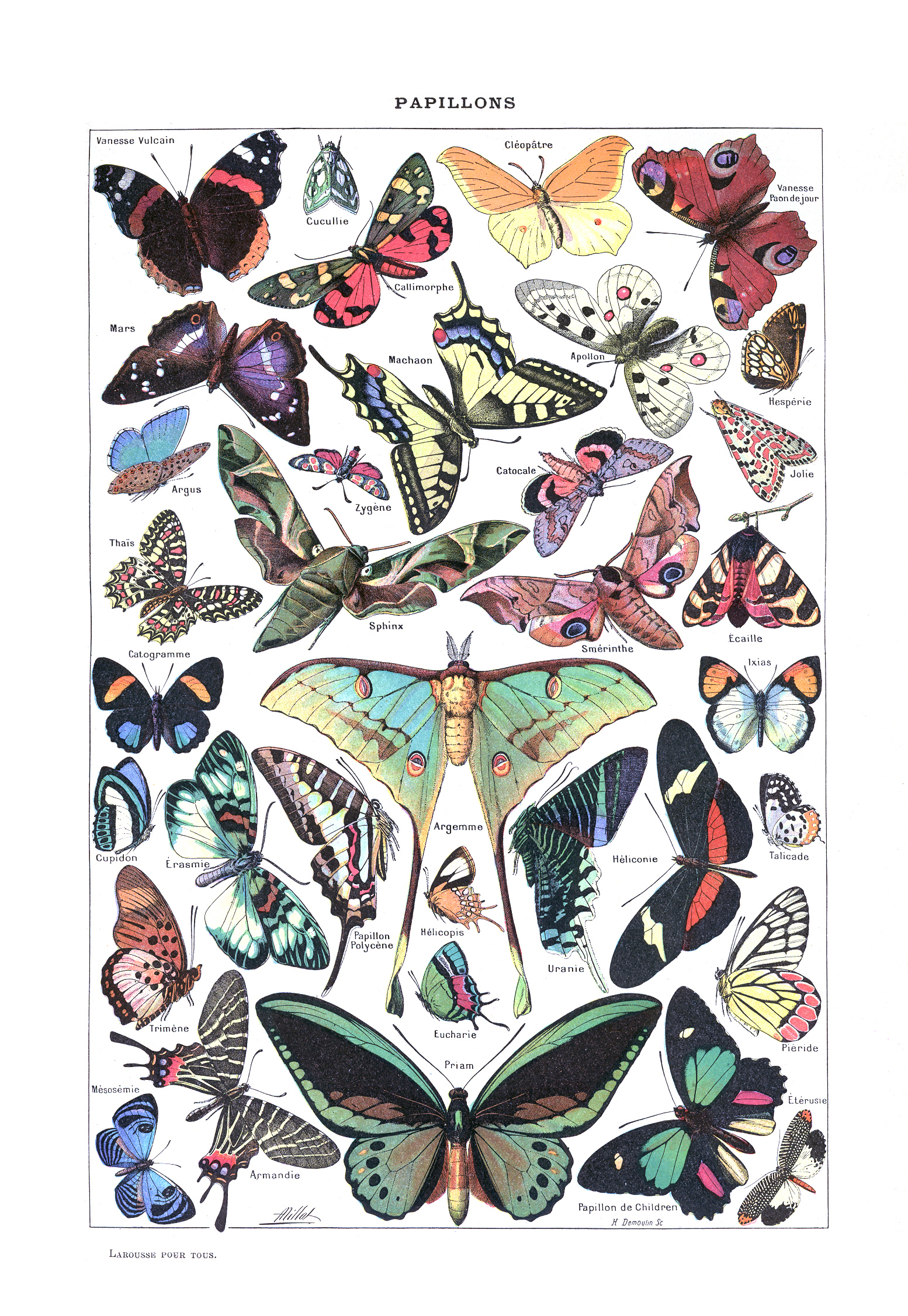
Fjärilar i Larousse pour tous 1907-1910
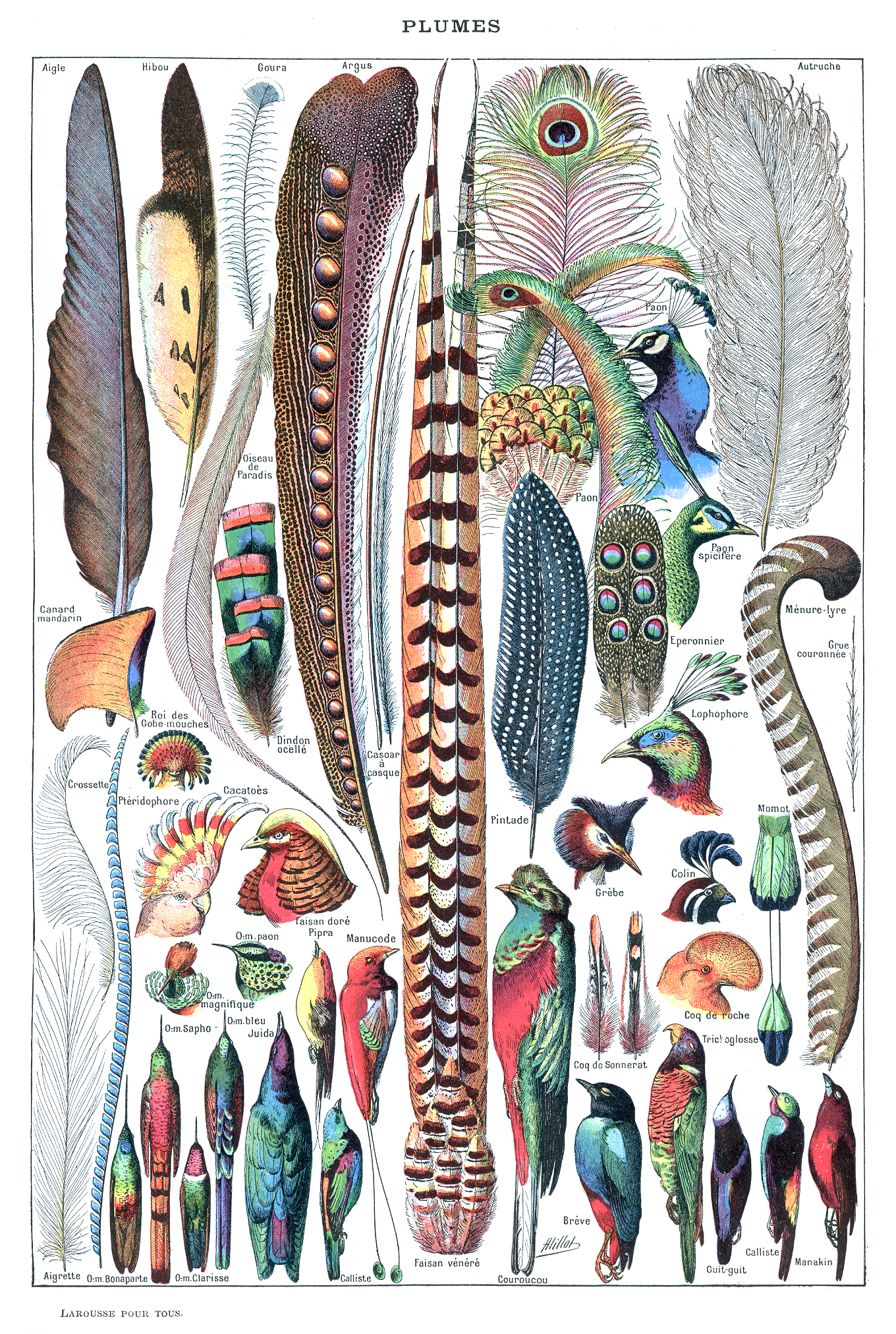
Plommon i Larousse pour tous 1907-1910
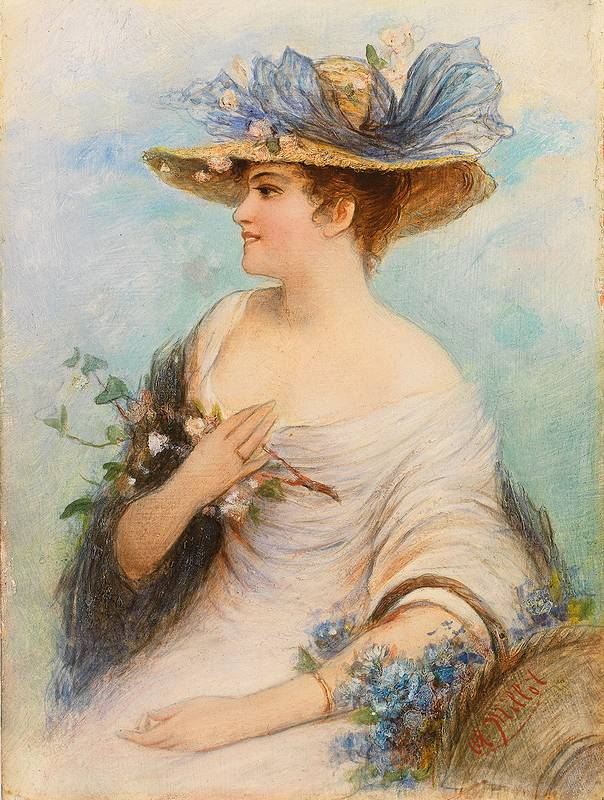
Porträtt av en flicka